# Зиновьев, Пётр Константинович

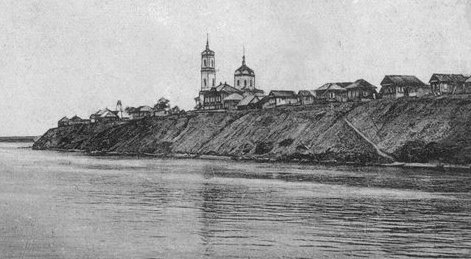
Вид села Березники

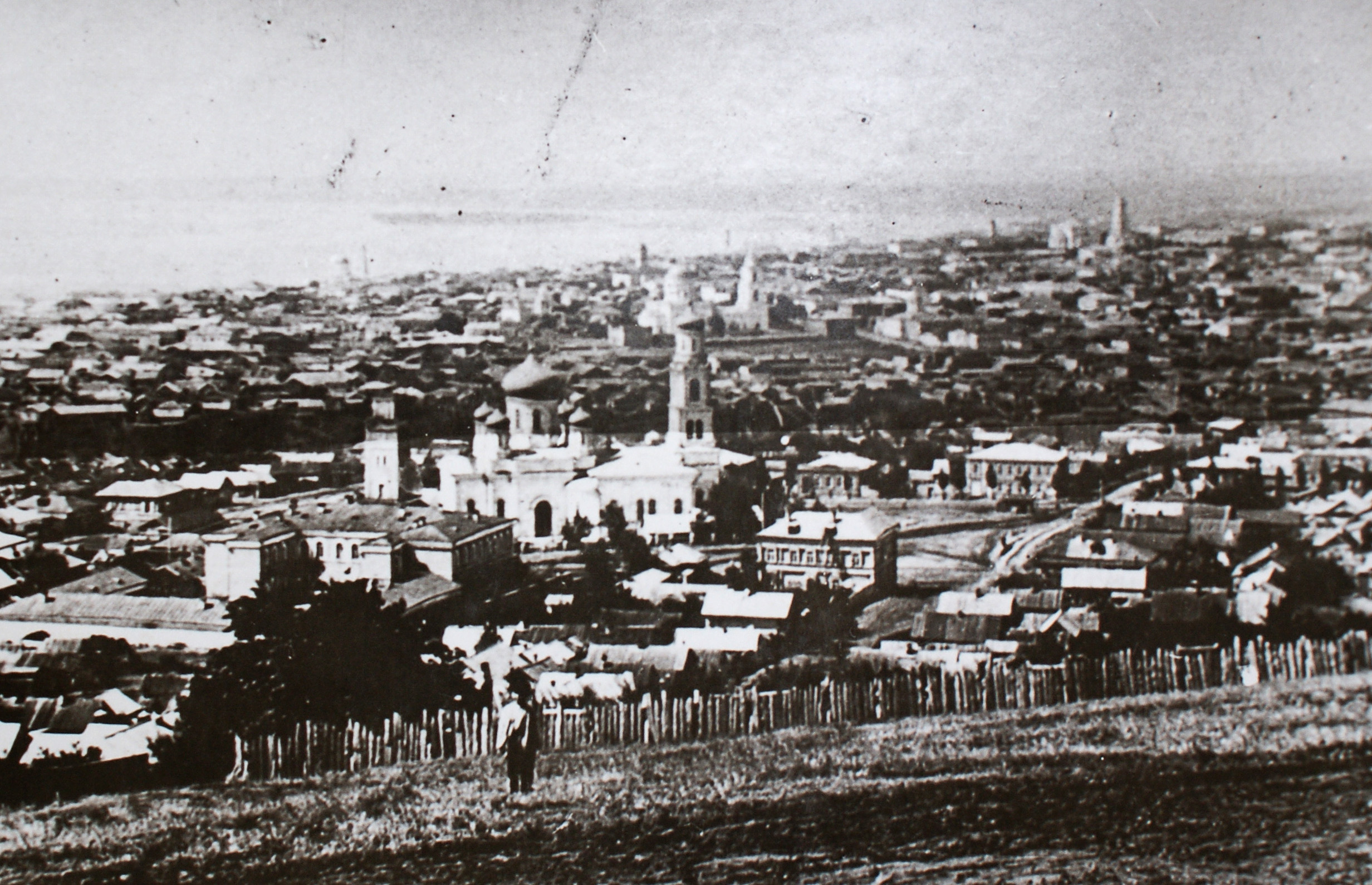
Духосошественская церковь, г. Саратов. 1916 год

Пётр Константи́нович Зино́вьев (1 [13] июля 1894, Березняки, Саратовская губерния — 29 декабря 1937, Калининская область) — священник Русской православной церкви, священномученик, почитается в Соборе Новомучеников и исповедников Российских.

## Семья
Родился 19 июня 1894 года в селе Березняки Вольского уезда Саратовской губернии (в настоящее время Воскресенского района Саратовской области) в семье священника. Отец, Константин Иванович Зиновьев, служил диаконом в сельских приходах Саратовской епархии. Мать, Евдокия Порфирьевна, была домохозяйкой. Таинство крещения Петра было совершено 24 июня 1894 года священником Алексеем Разсудовым и псаломщиком Павлом Тифловым в церкви во имя святителя Николая Чудотворца, построенной в Березняках в 1873 году.
В семье Зиновьевых было восьмеро детей, включая Петра: дочери Александра, Раиса, Мария, сыновья Михаил, Павел, Василий, Иван. Михаил, Павел, Иван и Пётр стали священниками, Василий поступил на военную службу.

## Образование
Первоначальное четырёхлетнее образование Пётр получил в духовном училище города Вольска, которое закончил в 1908 году. Образование в духовных училищах соответствовало по общеобразовательным предметам гимназическому образованию в России.
К этому времени скончался отец, Константин Иванович, который служил священником в селе Нижняя Чернавка Вольского уезда.
С 1908 по 1914 год Пётр Зиновьев проходил обучение в Саратовской духовной семинарии.
14 июня 1914 года Зиновьев получил свидетельство об окончании Саратовской духовной семинарии по второму разряду, а 31 июня — место псаломщика в Духосошественском храме города Саратова.

## Бракосочетание

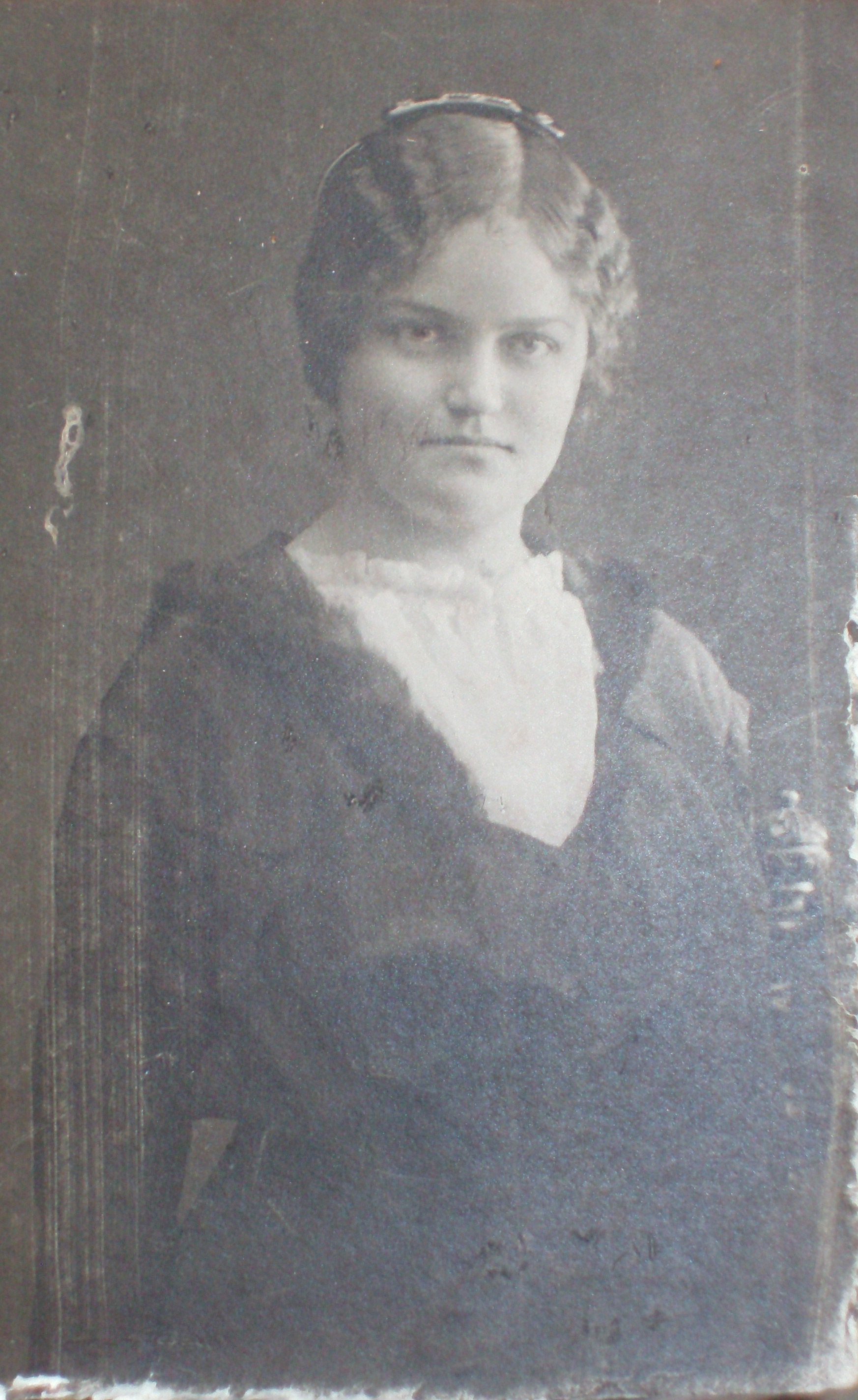
Мария Дмитриевна

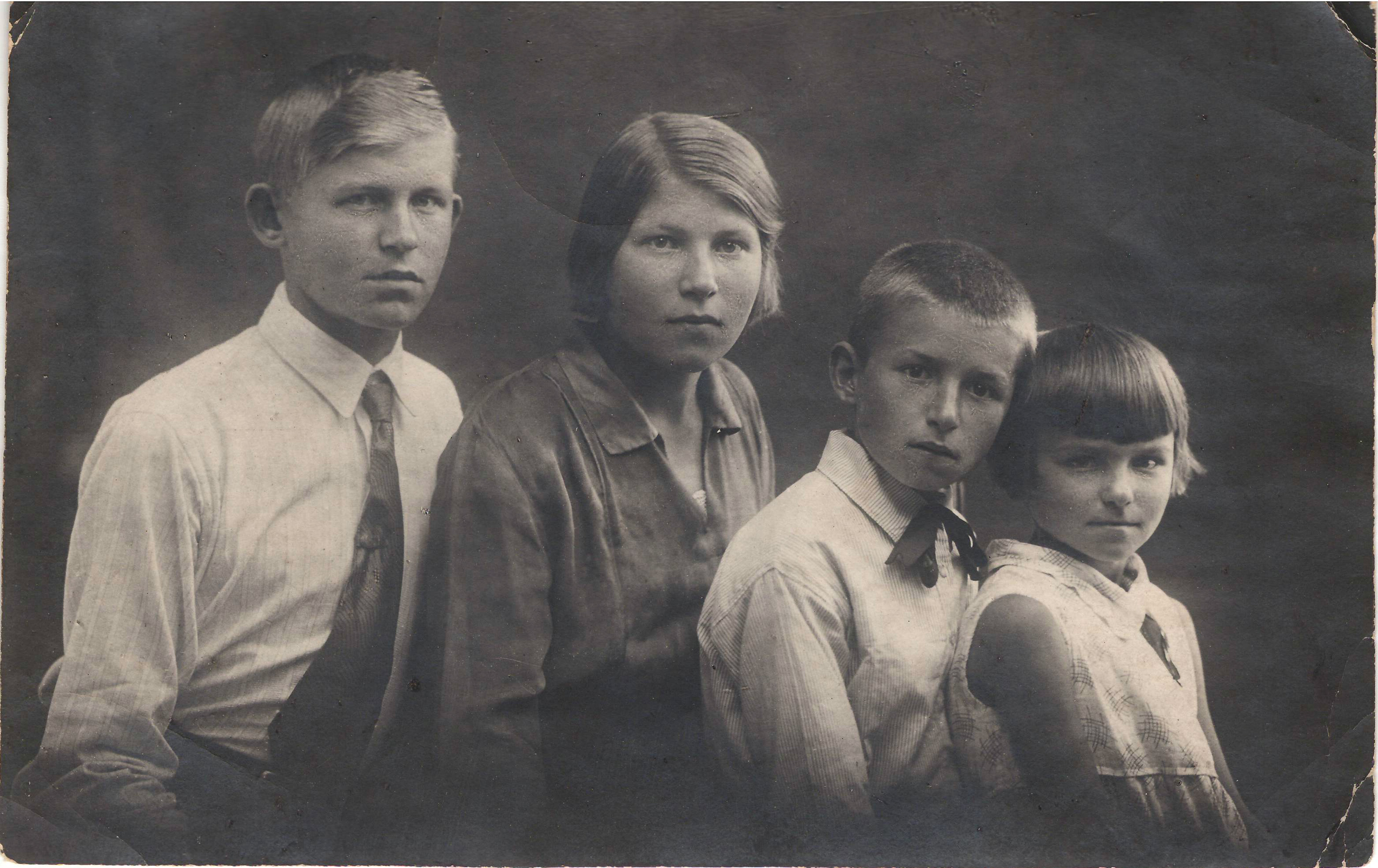
Дети (слева направо): Константин, Серафима, Геннадий, Зоя (18 июля 1935 г. Бежецк)

15 января 1916 года Пётр Константинович вступил в брак с девицей Марией Дмитриевной Успенской. Мария Дмитриевна была из семьи священника. Она родилась 20 января 1897 года в селе Барановка Вольского уезда Саратовской губернии. Закончила второе Саратовское епархиальное женское училище в г. Вольск в 1913 году.
Венчание проходило в Михаило-Архангельской церкви села Барановка Вольского уезда. Таинство совершил протоиерей Дмитрий Васильевич Успенский — отец Марии, уроженец с. Спас-Конино, Тульской губернии.

## Служение в сане священника
В феврале 1916 года Пётр Константинович был рукоположён в сан священника — иерея в Михаило-Архангельской церкви села Старая Лопастейка Вольского уезда по определению епископа Саратовского и Царицынского Палладия (Добронравов).
Священник отец Пётр стал преподавателем в церковно-приходской школе, затем в июне 1916 года был избран председателем церковно-приходского попечительства церковно-приходской школы.
С 01 сентября 1916 года был назначен учителем в Ново — Лопастейском Земском Императора Александра II училище и одновременно стал учителем в Кизотовском Земском училище. Семья ведёт крестьянский образ жизни: обрабатывает 22 десятины земли, содержит корову.
У отца Петра Константиновича и его супруги, матушки Марии Дмитриевны, родилось четверо детей: 
 27 декабря 1916 года в селе Барановка родился старший сын Константин, 
 29 июля 1918 года в селе Старая Лопатка (недалеко от г. Петровска) родилась старшая дочь Серафима, 
 31 августа 1924 года в селе Старая Лопастейка родился младший сын Геннадий, 
 16 февраля 1926 года родилась младшая дочь Зоя.

## В советское время
После установлении Советской власти, в Саратовской губернии начались репрессии и гонения духовенства, реквизировалось церковное и личное имущество священников, разорялись и закрывали церкви. Тяжёлые испытания приходилось выносить священникам, которые продолжали служить и проповедовать любовь к Богу. Умер от тифа родной брат Марии Дмитриевны, священник Василий Дмитриевич Успенский в селе Савкино Петровского уезда, оставив сиротами четверых детей.
Семья отца Петра оставалась в селе Старая Лопастейка до середины двадцатых годов, до закрытия церкви в селе и церковно-приходских школ и училищ в селе Новая Лопастейка и Кизоватовка. После отделения школы от Церкви в сельской местности многие школы опустели, потому, как некому стало учить детей — почти все учителя были из духовного звания. Семья Петра была вынуждена переезжать к новым, ещё разрешённым местам богослужения, менять местожительство, скитаться из села в село, из города в город по Саратовской губернии. В 1931 году Отец Пётр и его семья переезжают из села Стригай в город Петровск, где и живут до начала 1935 года. Отец Пётр служит в одном из храмов города Петровск.
В Рабоче-крестьянской Красной армии отец Пётр не служил, так как лиц духовного звания в двадцатые-тридцатые годы в Советском государстве в армию и флот не призывали, им выдавалось свидетельство тылового ополченца. Такое свидетельство было выдано отцу Петру 3 марта 1927 года в селе Садовка Балтайским Волисполкомом.
В СССР в период коллективизации начались новые гонения на Церковь, в этот период были репрессированы старшие братья отца Петра. Сначала выслали в 1930 году священника отца Михаила Зиновьева. Затем 30 июля 1931 года органы ОГПУ арестовали второго брата Павла Зиновьева, служившего в храме села Елшанка Воскресенского района Саратовской губернии. Отец Павел был осуждён за антисоветскую деятельность 11 ноября 1931 года на 10 лет лагерей. В феврале 1935 года без предъявления обвинений был бессрочно выслан за пределы Нижне-Волжского Края третий брат отца Петра — отец Иван Зиновьев, служивший священником в одном из сёл Базарно-Карабулакского района Саратовской области. Такую же участь ожидал и отец Пётр.
В это время в Саратове закрывается и демонтируется кафедральный Александро-Невский собор, множество других храмов в Епархии было разрушено, оставшиеся храмы опечатывались и использовались для складских и иных целей.

## Тверская епархия, репрессии

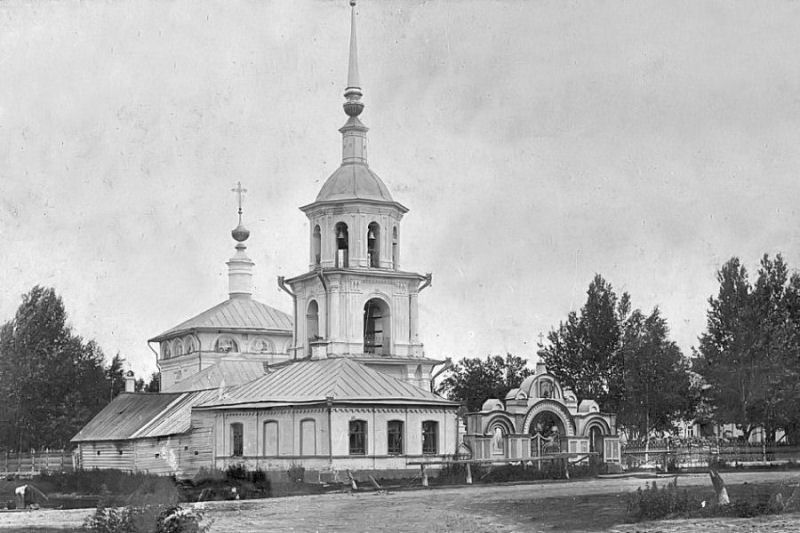
Воздвиженская церковь г. Бежецк до революции

Весной 1935 года сотрудники ОГПУ потребовали от Отца Петра немедленно выехать за пределы Нижне-Волжского Края. Вместе с другими священниками Нижнего Поволжья и вслед за архиепископом Фаддеем (Успенским) Отец Пётр с семьёй перебрался в Тверскую епархию. В Тверской епархии отец Пётр получил место священника в Воздвиженском храме города Бежецка.
Семья поселилась в Бежецке на Кооперативной улице в доме 65. К моменту переезда старший сын Константин окончил школу в Петровске и поступил в Педагогическое двухлетнее училище, готовившее учителей для 7-летних школ (с 1930 года было введено в СССР обязательное 7-летнее образование). Получение Высшего образования детям священников было не доступно. Остальные дети Петра поступили в образцовую школу № 1 г. Бежецка, в которой учился с 1926 по 1929 год Лев Гумилёв. Старшая дочь Серафима в июле 1937 года заканчивает эту школу и поступает в двухгодичный Учительский Институт при Калининском Государственном Педагогическом Институте им. Калинина и также как и старший брат учится на учителя 7-летней школы на естественно-географическом отделении.
В начале августа 1937 года из Москвы рассылается во все областные органы НКВД приказ Ежова от 30.07.1937 № 00447 «Об операции по репрессированию бывших кулаков, уголовников и других антисоветских элементов».
Сотрудники Калининского управления НКВД начинают массовые аресты. Особая тройка НКВД СССР, состоящая из Начальника УНКВД по Калининской области Гуминского, прокурора Назарова и 1-го секретаря обкома области Рябова выносят жестокие, необоснованные приговоры.
14 ноября 1937 года арестован старший брат священника Иван Зиновьев, который с начала октября 1937 года служит в Богоявленской церкви села Семендяево Калязинского района Калининской области. Отец Иван к тому времени похоронил жену и жил в селе со младшим 14-летним сыном Александром и матушкой Евдокией Порфирьевной, которой было уже 80 лет. В уголовном деле отца Ивана присутствуют показания двух местных свидетелей и справка местного Сельсовета о клевете Ивана Зиновьева на советскую власть и ожидание им прихода к власти царя. 27 ноября 1937 года заочно, без проведения очных ставок и других следственных мероприятий, отцу Ивану выносят смертный приговор и 29 ноября 1937 года, в час ночи, отец Иван Зиновьев был расстрелян.
Отец Пётр не мог помочь брату, расстрелы производились с соблюдением строгой конспирации, родственникам о смерти не объявляли, никаких документов не выдавали, только сообщали устно об их осуждении на 10 лет без права переписки и о выбывании человека из тюрьмы. Отец Пётр мог только молится и ждать своего ареста.

## Арест и расстрел
Ночью, в субботу 19 декабря 1937 года с ордером на обыск и арест пришёл комиссар Оперода (отдел по обыскам и арестам) УГБ Управления НКВД по Калининской области Фёдоров. Отца Петра поместили в городскую тюрьму Бежецка. Началось следствие. В дело отца Петра включили 18 агентурных донесений, которые поступали ранее от агентов НКВД. За отцом Петром следили, о каждом его шаге было известно, все проповеди, беседы с прихожанами, высказывания с момента приезда в Бежецк фиксировались и доносились агентами НКВД. В дело были также внесены протоколы допросов трёх свидетелей, вероятно, проведённых под давлением. На своих допросах отец Пётр вёл себя с большим достоинством, отрицал предъявленные обвинения. Чтобы не повредить своим арестом старшему сыну Константину, который уже учительствовал и не проживал в Бежецке, отец Пётр на допросе не сказал о нём ни слова. Обвинительное заключение было составлено 21 декабря 1937 года, отцу Петру вменялась в вину антисоветская агитация, выражавшаяся в «выражении злобы и террористических суждений о руководителях партии и правительства, клевете в отношении кандидатов в Верховный Совет, распространении слухов о плохой жизни в СССР, о голоде в колхозах и скорой войне с Германией», а также о том, что священник «в момент службы в церкви призывал население к сопротивлению советской власти, обвиняя её в закрытии церквей». Отец Пётр подтвердил лишь свои слова о голоде в колхозах в 1932—1933 гг., отрицая все остальные обвинения. Дело было передано для вынесения приговора областной тройке.
27 декабря 1937 года тройка приговорила отца Петра к расстрелу. 29 декабря 1937 года в час ночи отец Пётр был расстрелян.
Всего в Тверской Епархии с августа 1937 года по ноябрь 1938 года вместе с отцом Петром было расстреляно около 500 человек священнослужителей и активно верующих прихожан.

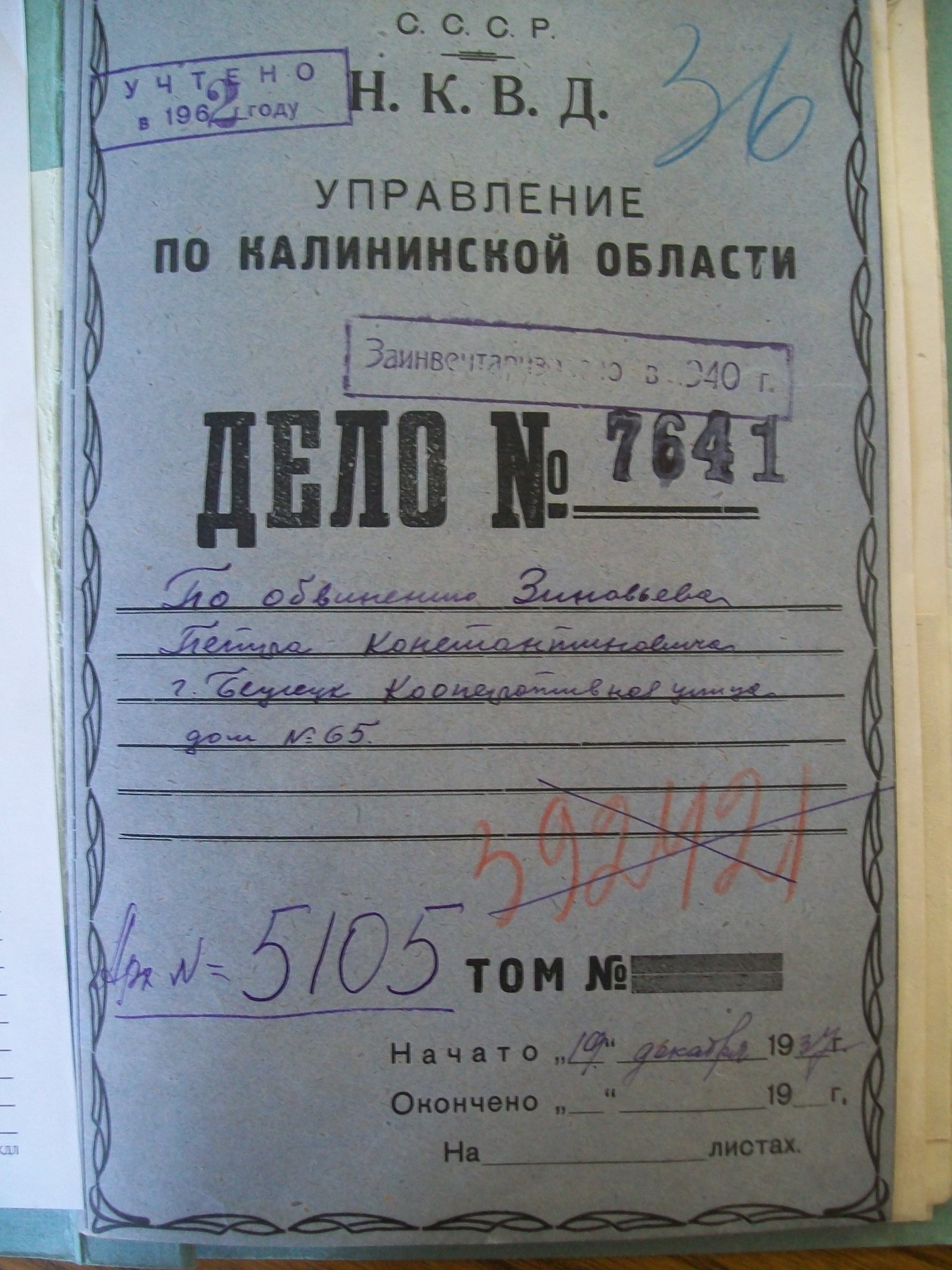
Обложка дела.
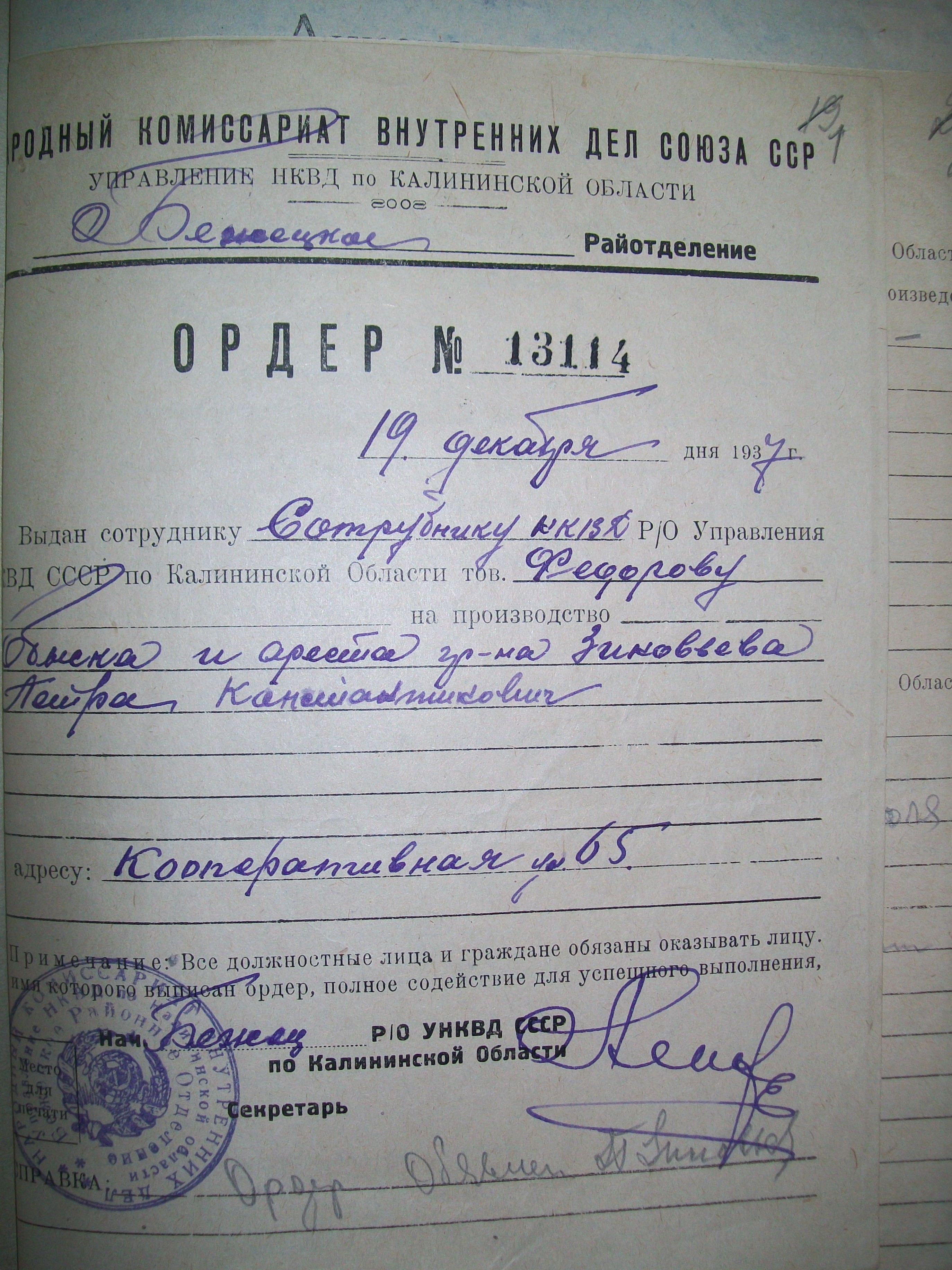
Ордер на обыск и арест.
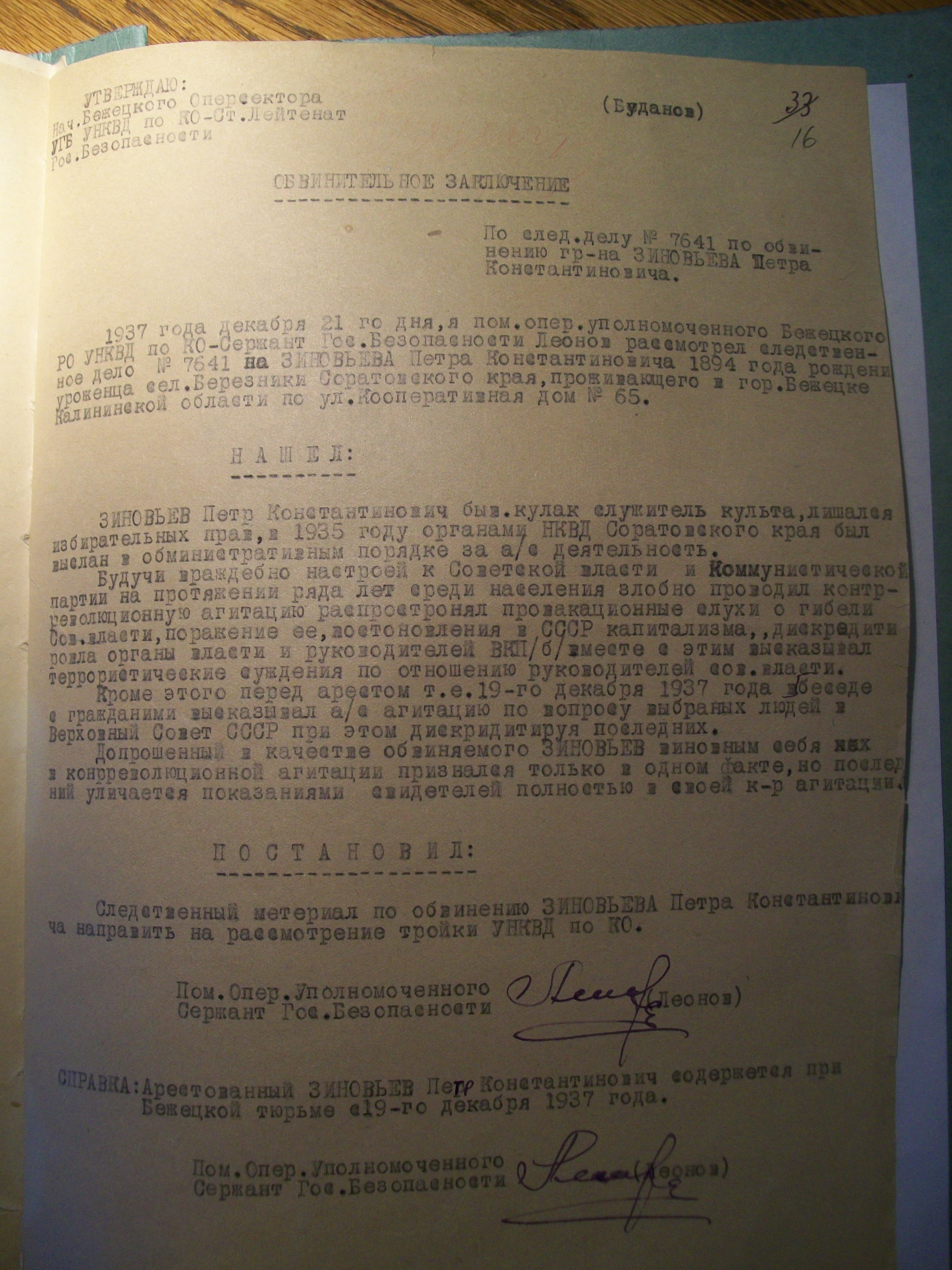
Обвинительное заключение.
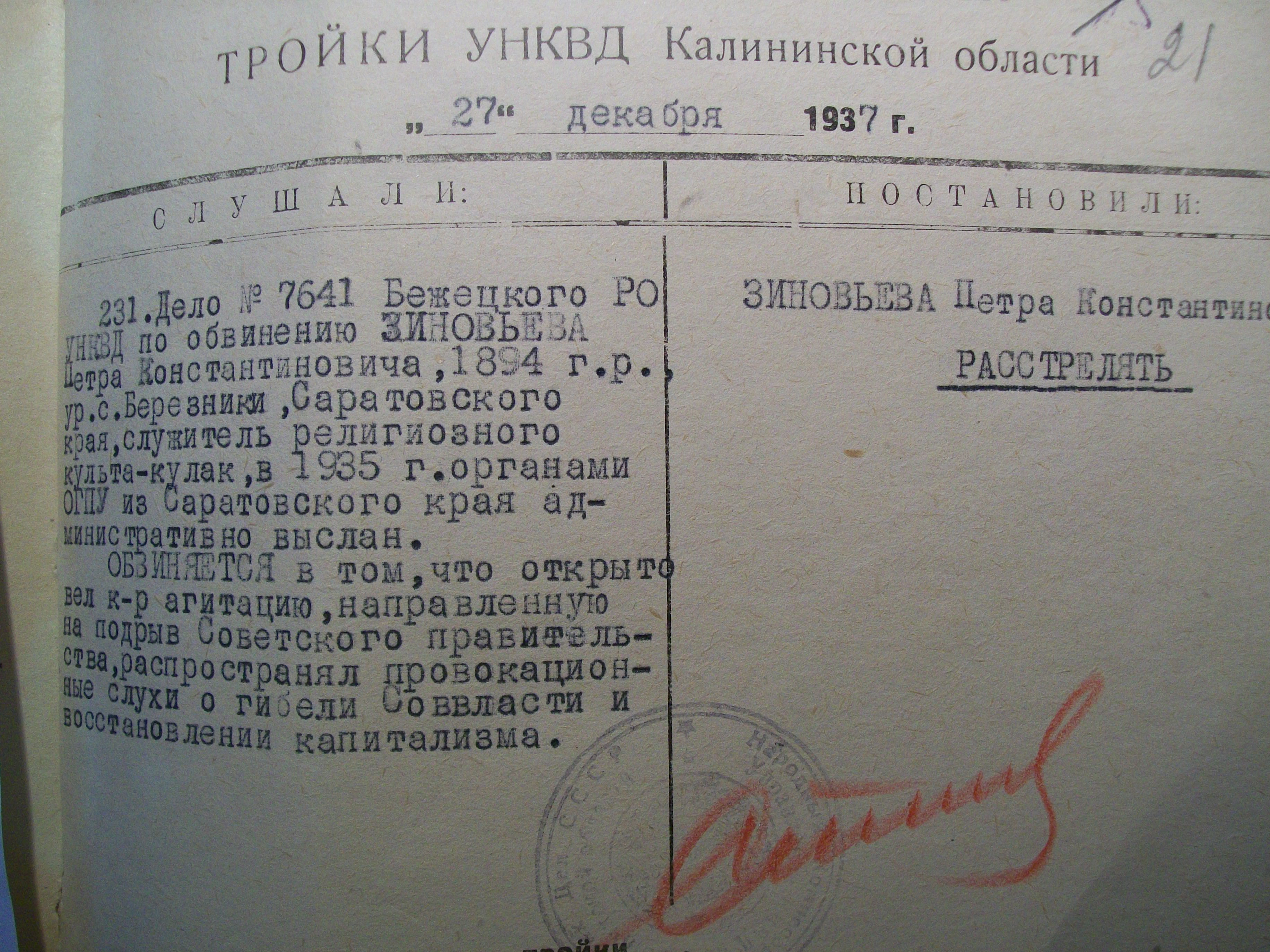
Приговор тройки УНКВД.

## Место погребения

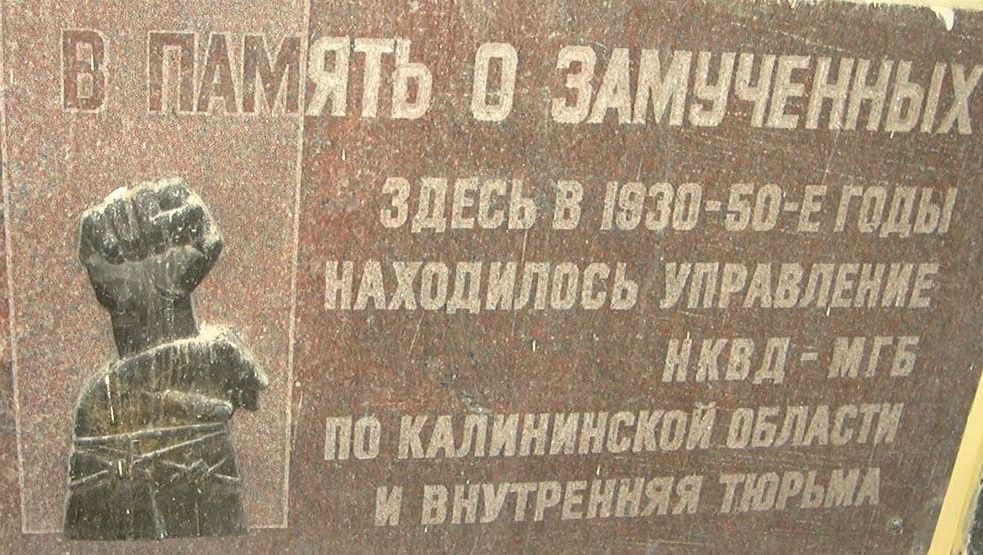
Мемориальная доска на бывшем здании УНКВД Калининской области

Точно сказать, где было захоронено тело отца Петра, нельзя. Это подтверждает отсутствие в материалах дела отца Петра сведений о месте его расстрела и о месте его погребения.
В то же время известно, что всех обвиняемых, дела которых передавали на рассмотрения особой тройки УНКВД по Калининской области привозили в город Калинин и помещали во внутреннюю тюрьму УНКВД по Калининской области (ул. Советская д. 4) и в городскую тюрьму (в настоящее время городское СИЗО).
Предположительно в этих тюрьмах ночью и совершались расстрелы. Выписка из Акта об исполнении приговора, которая хранится в деле, имеет подписи тюремного руководства УНКВД по Калининской области. Это: начальник внутренней тюрьмы — Иржевский, начальник АХО УНКВД по КО — Курдин, начальник 8 отдела УНКВД (секретно-оперативный)- Станкевич. Точно такая же выписка есть в деле отца Ивана Зиновьева — расстрелянного 29 ноября 1937 года.
Захоронение мёртвых тел происходило в специальных зонах НКВД. В настоящее время установлено несколько мест захоронения расстрелянных в период 1937—1940 года в Калининской области. Одно из этих мест находится на старом городском кладбище «Неопалимая Купина», недалеко от Калининского управления НКВД, через Волгу (далеко зимой не возили). На это место указывают найденные останки архиепископа Фаддея, которого расстреляли 31 декабря 1937 года, через два дня после расстрела отца Петра, но об этом кладбище, как о месте погребения отца Петра можно говорить условно, останки священников обнаруживались и в других подобных захоронениях.

## Реабилитация
16 января 1989 года Президиум Верховного Совета СССР принял Указ «О дополнительных мерах по восстановлению справедливости в отношении жертв репрессий, имевших место в период 30-40-х и начале 50-х годов» 26 июля 1989 года на основании этого Указа Прокуратура Калининской области отменила внесудебное решение так называемой «тройки» в отношении Зиновьева Петра Константиновича. Через 52 года после исполнения приговора гражданская справедливость восторжествовала. В этом же году был реабилитирован посмертно прокуратурой Калининской области и старший брат, Иван Константинович Зиновьев.

## Канонизация
20 августа 2000 года, по завершении Юбилейного Архиерейского Собора Русской православной церкви, иерей Пётр Зиновьев был причислен к лику святых для общецерковного почитания в Соборе новомучеников и исповедников Российских.

## Семья отца Петра
Матушка Мария и младшие дети: Геннадий и Зоя, проживающие в городе Бежецке, после ареста отца Петра, были вынуждены из города уехать. Семья переехала в деревню Татьево, Оленинского района Московской области (в настоящее время Оленинский район входит в Тверскую область). В этой деревне Мария и проживала с младшими детьми до войны.
Судьба старших детей отца Петра сложилась трагически.
Старший сын Константин перед Великой Отечественной войной был направлен работать учителем в сельскую школу на Западную Украину, где был вскоре убит бандитами — националистами.
Старшая дочь Серафима, закончив обучение в 1939 году, стала работать в школе. Войну она встретила, находясь в положении (муж Серафимы был до войны репрессирован, сведений о нём не сохранились). 16 сентября 1941 года у Серафимы в селе Татьево родилась дочь Людмила, а в начале октября 1941 года вошли в деревню немцы, началась оккупация. Серафима после родов заболела и умерла. Матушка Мария с младшей дочерью Зоей и внучкой Людмилой смогли выйти болотами с оккупированной немцами территории.
Однако здоровье Марии после перехода было сильно подорвано. После непродолжительной болезни она скончалась. Судьба младших детей сложилась лучше. Младший сын Геннадий в начале войны работал на строительстве оборонных сооружений, потом попал на фронт. Воевал, в конце войны 21 апреля 1945 года под Кёнигсбергом был тяжело ранен, лежал в госпитале. После выписки из госпиталя учился в Москве в торфяном техникуме, по окончании которого в 1948 году уехал на Урал. Работал начальником путевого хозяйства торфоразработок под Свердловском. Вырастил двоих детей, дождался внука. Умер в 1986 году.
Младшая дочь, Зоя, жила в Москве, работала в строительной организации, вырастила двух сыновей, умерла в 2001 году.